# Atmosphere (musiksingel)
Atmosphere är en sång och maxisingel av gruppen Joy Division som gavs ut 1980.
Anton Corbijn gjorde en officiell musikvideo för Atmosphere 1988.

## Låtlista
1. Atmosphere
2. She's lost control

## Producent
- Martin Hannett